# Peilstein im Mühlviertel
Peilstein im Mühlviertel è un comune austriaco di 1 552 abitanti nel distretto di Rohrbach, in Alta Austria; ha lo status di comune mercato (Marktgemeinde).